# Agylla dirabdus
Agylla dirabdus är en fjärilsart som beskrevs av Rothschild 1920. Agylla dirabdus ingår i släktet Agylla och familjen björnspinnare. Inga underarter finns listade i Catalogue of Life.